# Rade de Cherbourg

Karte der Rade de Cherbourg

Der französische Begriff Rade de Cherbourg (deutsch Reede von Cherbourg) steht für den gesamten Hafen von Cherbourg-en-Cotentin. Zu ihm gehören mehrere über Jahrhunderte ausgebaute Häfen und die jahrhundertelang größte künstliche Reede der Welt (heute Katar), bestehend aus innerer und äußerer Reede (Petite und Grande Rade). Heute auf Platz 2 der weltweit größten Reeden. Der Hafen ist als Marinebasis und Fährhafen nach Irland bedeutend.
Die Hafenanlagen am Ärmelkanal sind der Kernstadt Cherbourgs (heute durch Erweiterungen Cherbourg-en-Cotentin) vorgelagert und umfassen eine Fläche von ungefähr 1500 Hektar. Die im 18. Jahrhundert ausgebaute künstliche Reede von Cherbourg umfasst neben der Marinebasis einen Handels-, Fischerei-, Fähr- und Yachthafen (Port de Plaisance). Lange, insbesondere zur Zeit des Passagierdampfer, war er als Überseehafen neben Southampton Ausgangspunkt der Nordamerikapassagen.

## Festungen und Ausbau der Reede
Der Bau der Reede begann im Jahr 1783. Im Jahr 1853 wurde der Bau des Digue Centrale (Zentraldamm) abgeschlossen, welcher im Jahr 1860 mit drei Festungen versehen wurde. Anschließend wurde von 1890 bis 1895 der Digue de l'Est (Ostdamm) vier Kilometer vor der Küste errichtet. Der Digue du Large (Damm im Meer) ist 3640 Meter lang, mit einer mittleren Breite von 100 Metern am Fuß und einer Breite von 12 Metern an der Krone. Die Höhe erreicht 27 Meter. Insgesamt sind alle Dämme mehr als 6 km lang.
Die Passe de l’Est (Ostöffnung) ist 700 m breit, während die Passe de l’Ouest (Westöffnung) 1,1 km breit ist. Ihre maximale Tiefe erreicht 13 Meter bei Niedrigwasser.
Der felsige Untergrund der Reede besteht aus Schiefer aus dem Neoproterozoikum.

## Geschichte

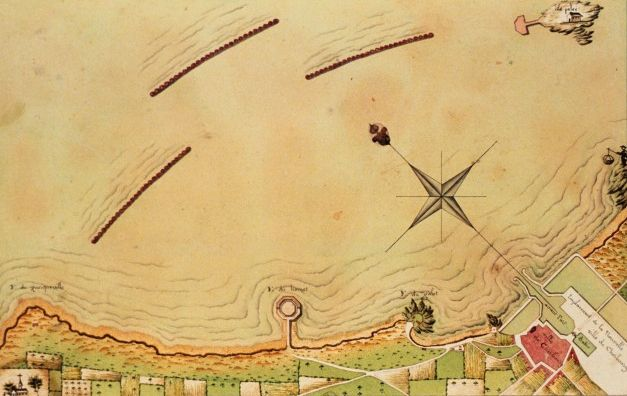
Projet Cessart pour la rade

Cherbourg ist bereits seit der Antike als Festung nachweisbar und verfügt seit dem 10. Jahrhundert über ein Schloss, das die Cotentinküste schützt. Im 17. Jahrhundert begann Sébastien Le Prestre de Vauban den Bau der Festungsanlagen, bevor diese kurz danach auf Befehl des französischen Kriegsministers François Michel Le Tellier de Louvois abgerissen wurden.
Seit langem wurde in Erwägung gezogen, einen Militärhafen in Cherbourg zu bauen. Als im Jahr 1692 zahlreiche Schiffe des Admirals de Tourville zerstört wurden und somit der Beweis erbracht worden war, dass die Verteidigung der Stadt große Mängel aufwies, begann Ludwig XVI. mit den Bauarbeiten. Hierzu ließ er im Jahr 1776 einen Ausschuss unter der Schirmherrschaft von Suffren einberufen, dessen Mitglieder unter anderen Dumouriez, der spätere Gouverneur von Cherbourg, und La Bretonnière waren. Dieser Ausschuss wurde damit beauftragt, einen Hafen zum Schutz der Ärmelkanalküste zu wählen, wobei er sich zwischen Cherbourg, Ambleteuse und Boulogne-sur-Mer entscheiden musste. Laut dem Bericht von La Bretonnière fiel die Wahl auf Cherbourg, weil nur hier die Möglichkeit bestand, 80 Kriegsschiffe zu schützen. La Bretonnière erwog den Bau eines vier Kilometer langen Dammes zwischen Île Pelée und Pointe de Querqueville. Dumouriez und Decaux schlugen einen kürzeren, geradlinigeren Damm zwischen Île Pelée und Pointe du Hommet mit einer einzigen Öffnung vor.
Letztendlich setzte sich La Bretonnière mit seinem Vorschlag durch. Anschließend wurde über die Bauweise beratschlagt: Decaux verfolgte hierbei die Idee, Kasten zu bauen und zu versenken, während La Bretonnière mit Steinen beschwerte Kriegsschiffe versenken wollte. Dem Vorschlag von Louis-Alexandre de Cessart, kegelförmige Kasten zu bauen, wurde schließlich stattgegeben.
Ab 1783 wurde nacheinander insgesamt 70 Jahre lang von den drei Ingenieuren Louis-Alexandre de Cessart, La Bretonnière und Joseph Cachin an dem vier Kilometer langen Damm gearbeitet. Der erste kegelförmige Kasten nach der Cessart’schen Methode wurde am 6. Juni 1784 einen Kilometer vor Île Pelée versenkt. Anschließend füllte sich die Reede mit 300 bis 400 Schiffen, die zwischen dem Hafen von Becquet und der Reede verkehren, um die Steine zu verladen. Die ersten vier Kästen waren allerdings nicht in der Lage, den Stürmen stand zuhalten.
Am 22. Juni 1786 reiste Ludwig XVI. in die Provinz, um sich über das Voranschreiten des Projektes zu erkundigen und um dem Versenken des neunten Kastens beizuwohnen. Dies sollte seine einzige Reise in die Provinz bleiben.
Im Jahr 1788 musste jedoch festgestellt werden, dass die Cessart’sche Methode nicht funktionierte. Die Idee von La Bretonnière wurde trotz revolutionärer Stimmung und obwohl bereits hohe Summen in das Projekt geflossen waren, erneut herangezogen. Dennoch verließen in den Jahren 1789 bis 1790 Dumouriez und Cessart Cherbourg.
Im Jahr 1790 wurden die finanziellen Zuwendungen für das Projekt abgebrochen, weshalb auch La Bretonnière zwei Jahre später kündigen musste. Trotz des Gesetzes vom 1. August 1792, das den Bau des Militärvorhafens vorsah, blieben die Bauarbeiten zehn Jahre lang unterbrochen.
Im Jahr 1802 ordnete Napoléon die Wiederaufnahme der Arbeit am Damm nach der La Bretonnière’schen Methode an. Die Mitte des Dammes wurde dabei so eingerichtet, dass sie Kanonen beherbergen konnte. Per Dekret vom 25. Germinal, Jahr XI (1803) wurde et Cachin damit beauftragt, einen Militärvorhafen zu bauen, welcher am 27. August eingeweiht werden konnte. Gleichzeitig wurde in Cherbourg ein Arsenal errichtet. Diese Maßnahmen sollten bei einem geplanten Einfall in England helfen. Im Jahr 1803 wurde das vor englischen Angriffen geschützte Cherbourg zum Heimathafen von Freibeutern.
Die Bauarbeiten am Digue Centrale, die erneut zwischen den Jahren 1813 und 1832 unterbrochen wurden, wurden erst unter Napoleon III. im Jahr 1853 abgeschlossen, während am Digue de l'Ouest und am Digue de l'Est noch bis 1895 gebaut wurde. Die Becken Charles X. und Napoléon III. wurden schließlich am 25. August 1829 in Anwesenheit des Dauphin und am 7. August 1858 in Anwesenheit des kaiserlichen Ehepaars eingeweiht. Während der Dritten Republik wurden die Bauarbeiten endgültig abgeschlossen: die digue du Hommet (1899–1914), und digue des Flamands (1921–1922) wurden gebaut, dadurch entstand die petite rade (kleine Reede).
Charles Maurice Cabart Danneville ließ eine Öffnung im digue Collignon im Osten entstehen, um den Fischern bei schlechtem Wetter ein schnelles Erreichen der Reede zu ermöglichen. Heutzutage heißt diese Öffnung passe Cabart-Danneville.
Der Luxusdampfer Titanic begann seine Jungfernfahrt nach New York am 10. April 1912, von Southampton kommend, hier als letztem Hafen auf dem Kontinent. Per extra gebautem und hier stationiertem Tenderschiff im Design der Reederei, der Nomadic, gab es einen Passagier- und Frachtwechsel. 22 Personen hatten nur die Kanalpassage gebucht. Am 11. April ankerte die Titanic gegen Mittag noch einmal vor Queenstown in Irland, wo hauptsächlich Auswanderer in die Dritte Klasse zustiegen. Nur sieben Passagiere mit Reiseziel Irland gingen von Bord. Am 15. kam es zu der bekannten katastrophalen Eisberg-Kollision.
Die Reede von Cherbourg konnte im Jahr 1944 vom deutschen Militär nicht vollkommen zerstört werden. Nach heftigen Gefechten kann sie und die Stadt am 26. Juni 1944 von den Alliierten eingenommen und befreit werden. Bereits nach 15 Tagen Räumarbeiten in den Hafenbecken beginnt deren Nutzung für die Invasion. Cherbourg bleibt bis zum Kriegsende der strategisch wichtigste Versorgungshafen für die Truppen im Westen Europas. Das Museum im Fort du Roule – musée de la Libération erinnert an die Abläufe im Zweiten Weltkrieg (auf dem 117 m hohen Berg von Cherbourg).

## Festungen
- Fort du Homet
- Fort de l’île Pelée (auf der Île Pelée)
- Fort Chavagnac
- Fort de l’Est
- Fort de l’Ouest (mit Leuchtturm)
- Fort central
- Fort de Querqueville
- Fort des Flamands
- Le Fort de la Montagne du Roule, zeitweise auch deutsche Festung, heute auch Musée de la Libération (1954 gegr.)

## Galerie

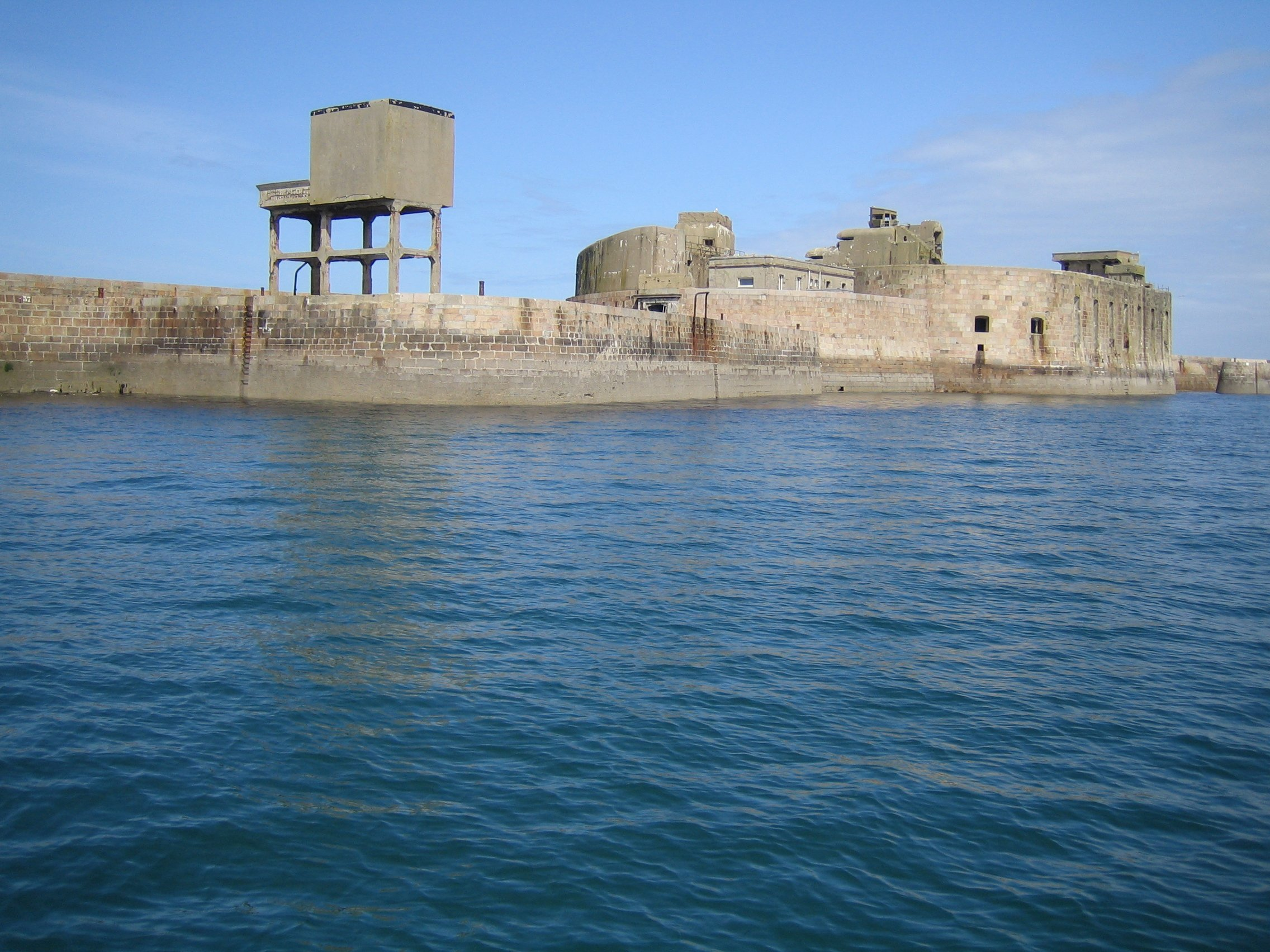
Fort Central
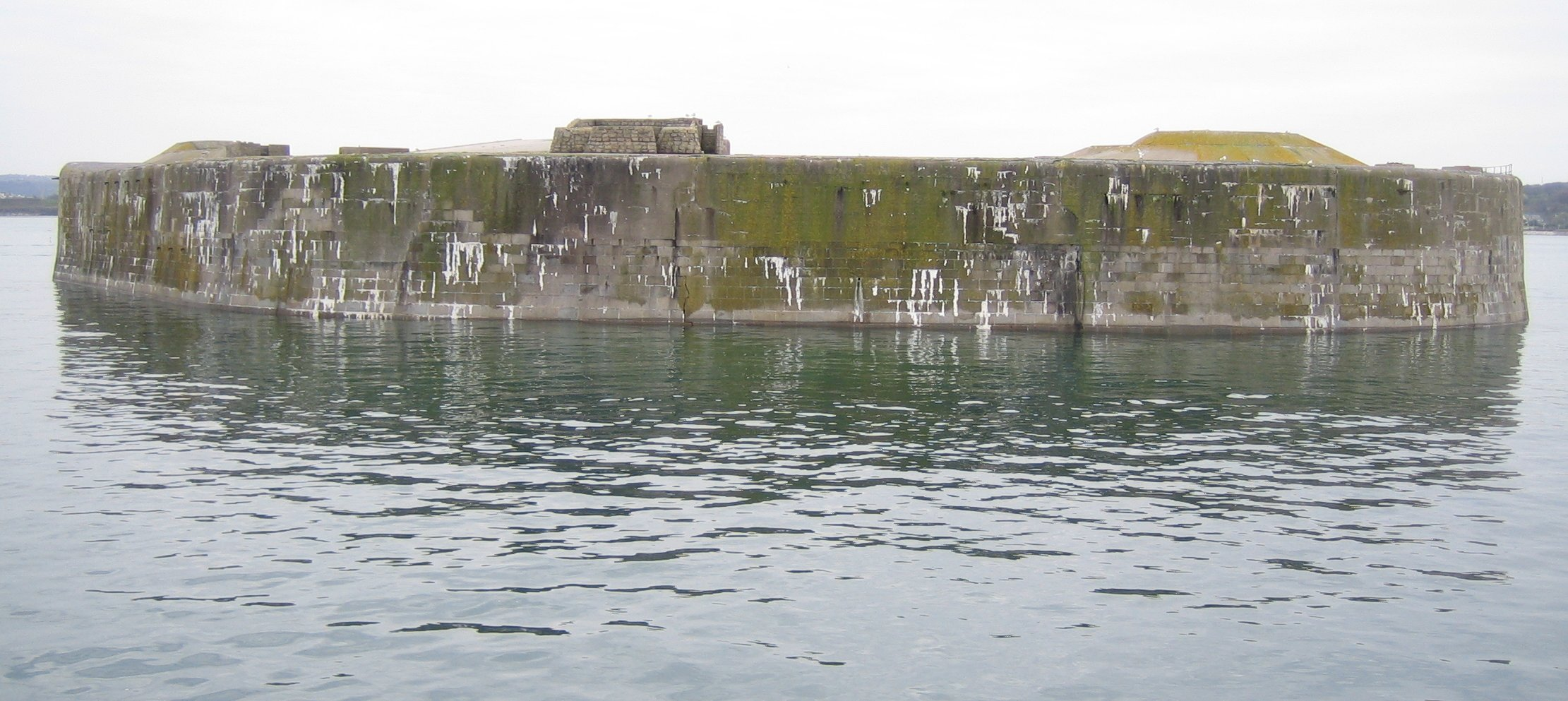
Fort de Chavagnac
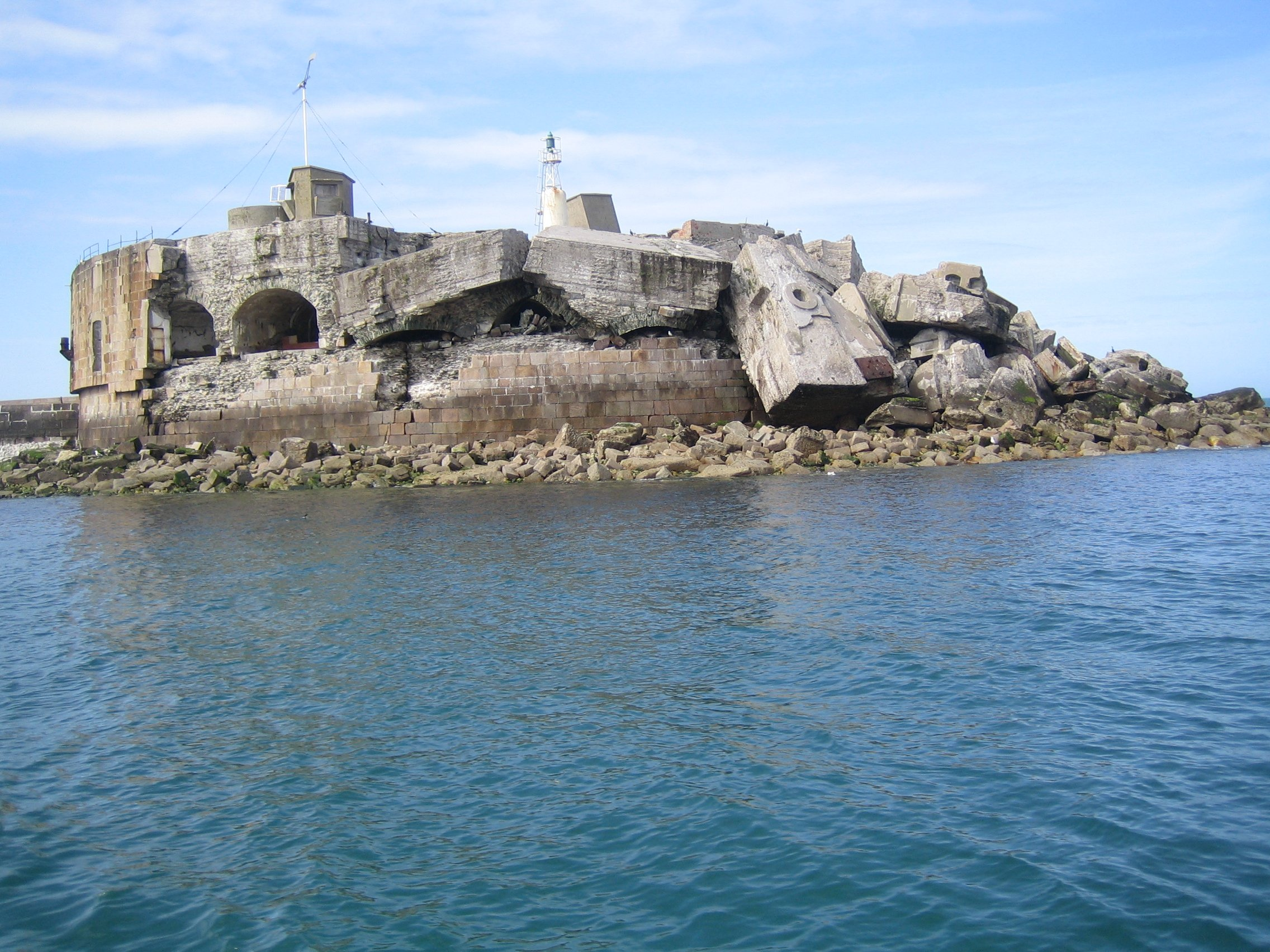
Fort de l’Est, das während des II. Weltkriegs zerstört wurde
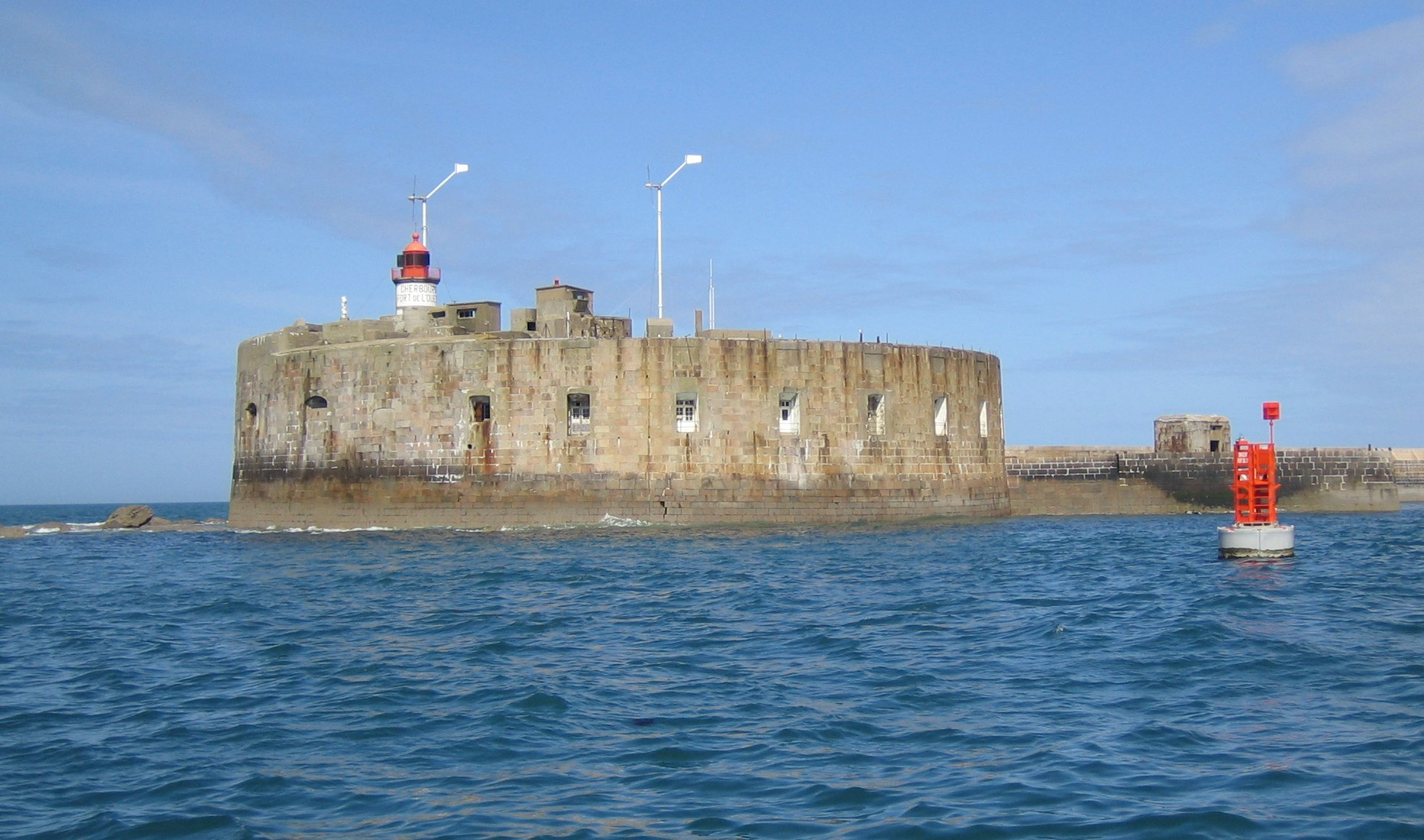
Fort de l’Ouest
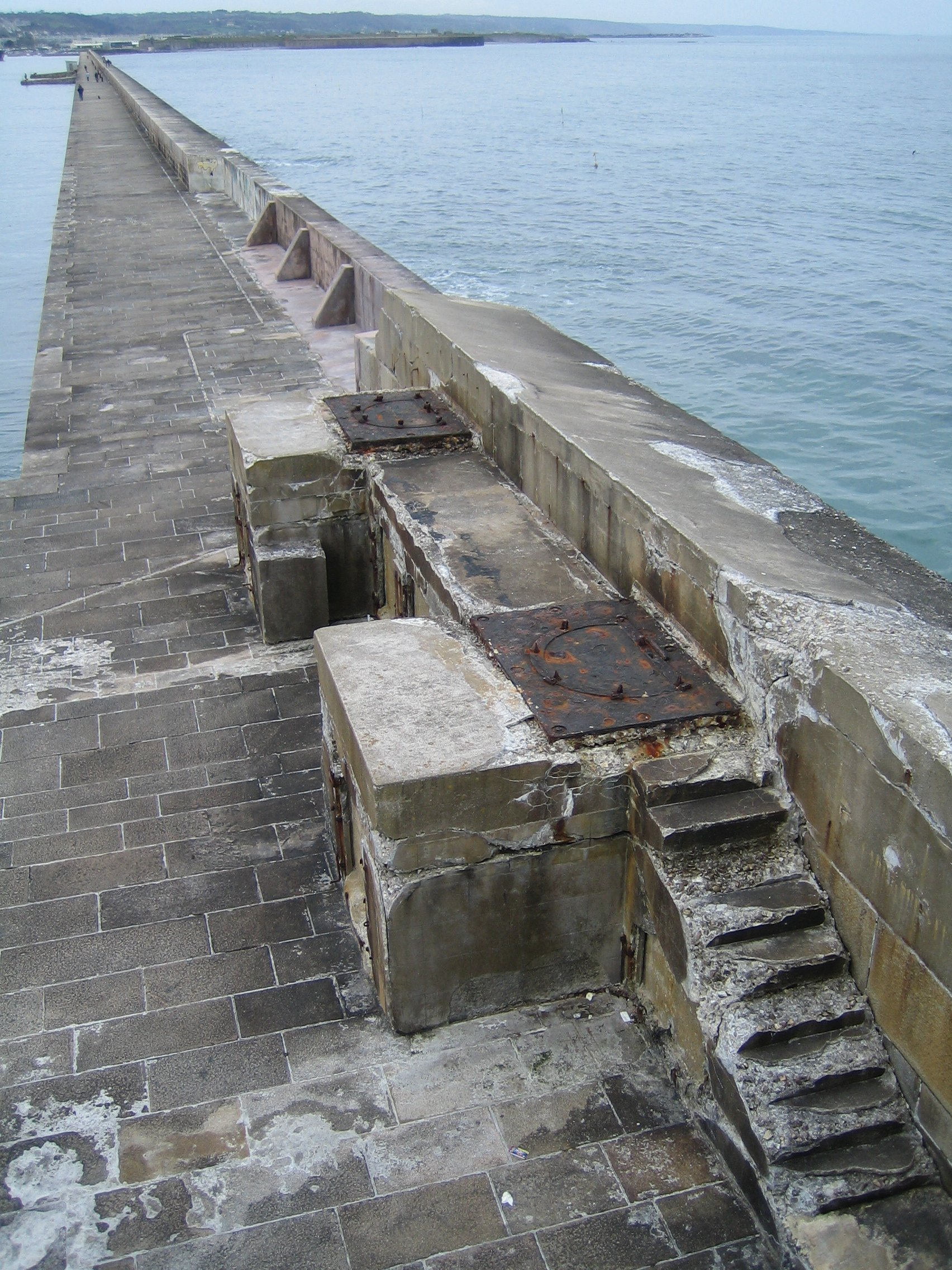
Digue de l’Ouest de la grande Rade
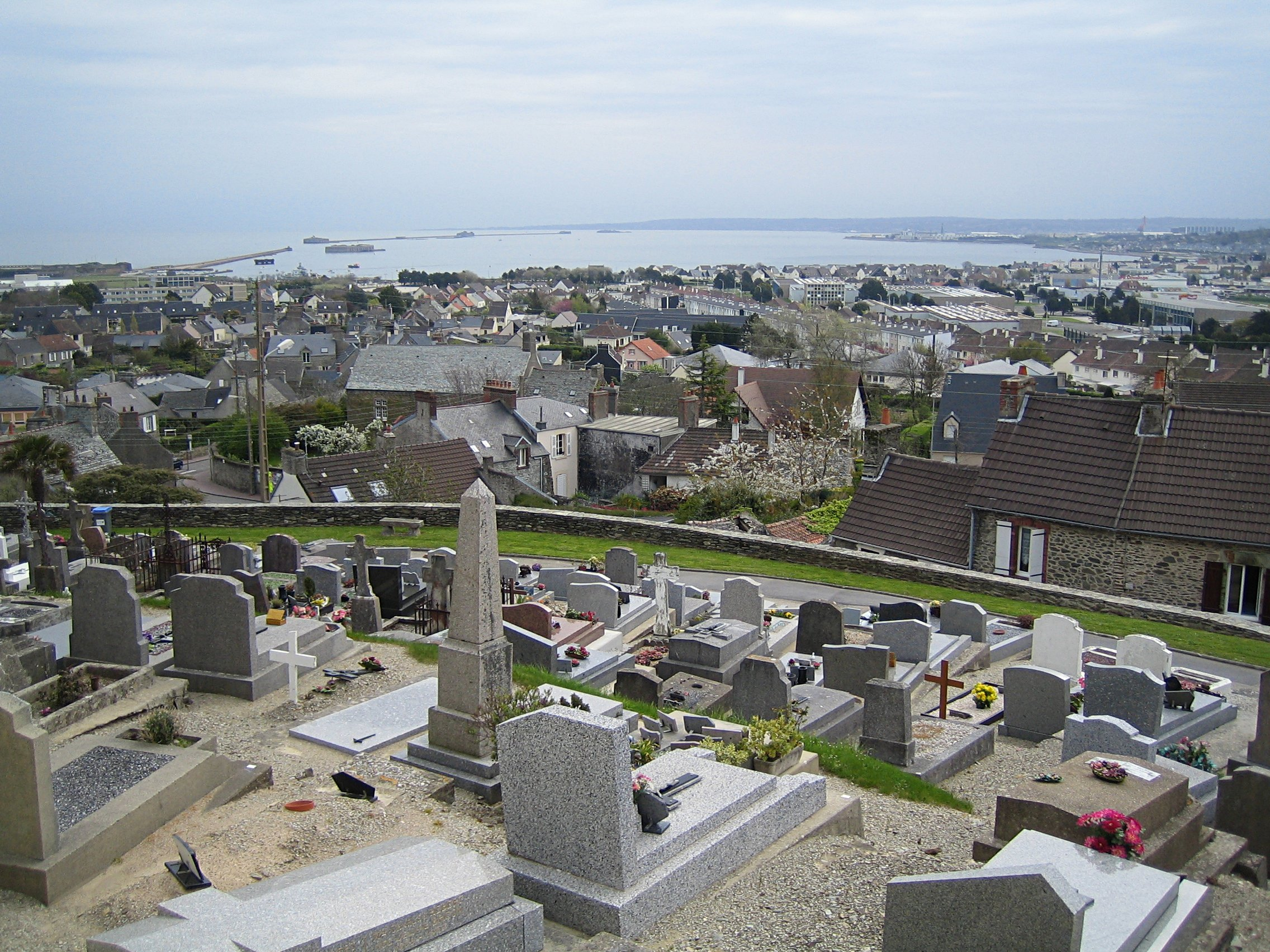
Sicht auf die Reede vom Querqueviller Friedhof aus gesehen
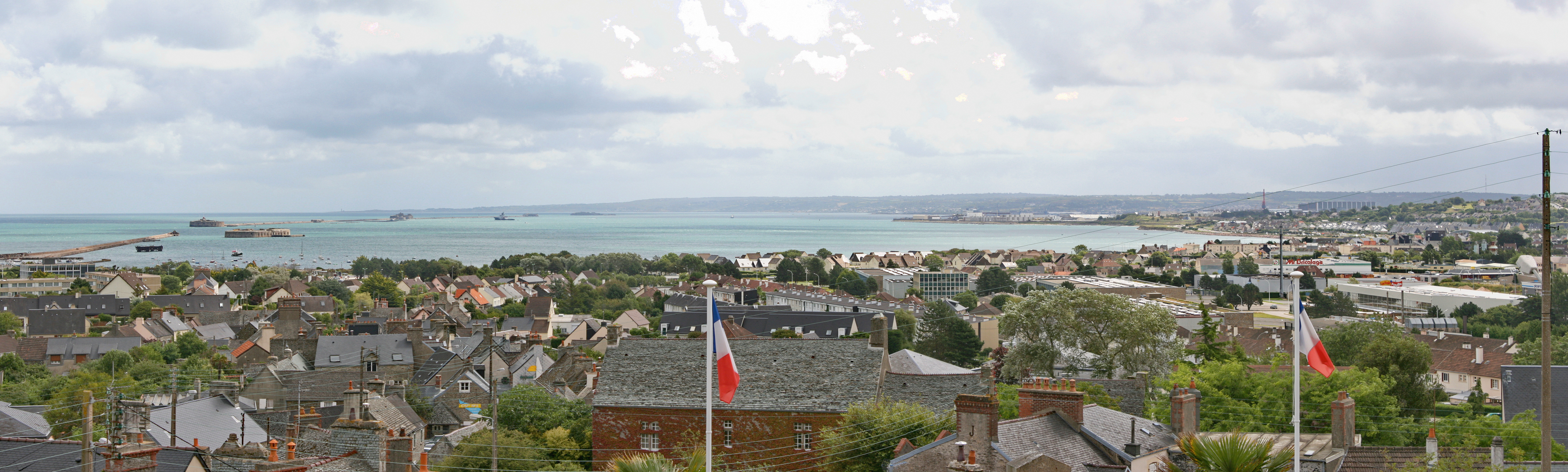
Sicht auf die Reede vom Querqueviller Friedhof aus gesehen
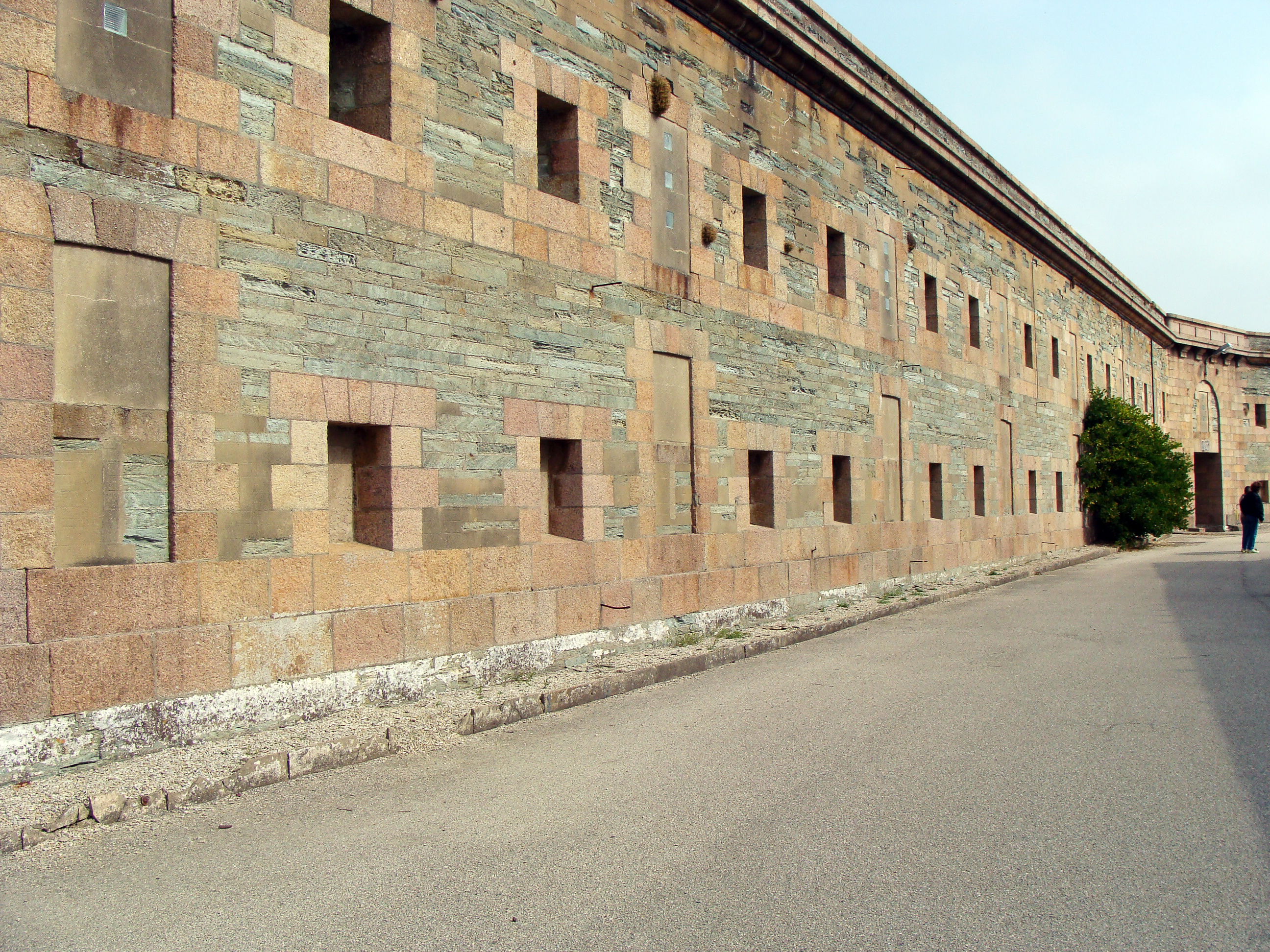
Eingang zum Fort de Querqueville
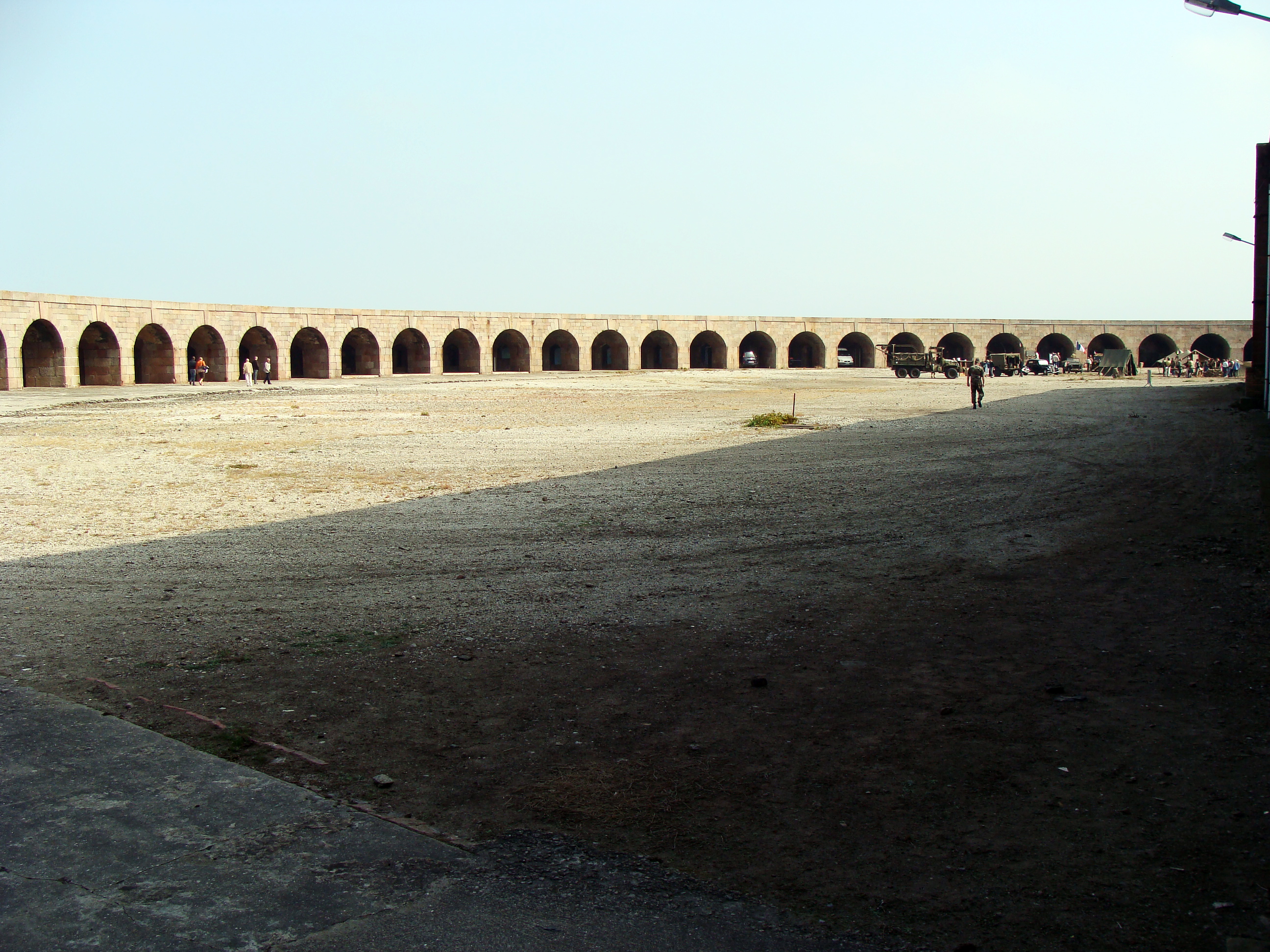
Les casemates du Fort de Querqueville

## Film
- Video bei Youtube Cherbourg vu du fort du Roule